# Cytochrom P450 2D6
CYP2D6 ist ein  Enzym der Cytochrom-P450-Gruppe, das im menschlichen Körper am Abbau sowohl von körpereigenen, als auch von „körperfremden“ Stoffen (Xenobiotika), insbesondere von Medikamenten, beteiligt ist. Es ist nach Cytochrom P450 3A4 das zweitwichtigste Enzym dieser Gruppe: Geschätzt 25 % aller ärztlichen Verschreibungen lauten auf Pharmaka, die von CYP2D6 verstoffwechselt werden. Es liegt in zahlreichen genetischen Varianten vor. Bei Menschen, die von einer Gen-Anomalie betroffen sind, kann dadurch das  Wirkprofil bestimmter Medikamente verändert sein.

## Genetik
Es gibt etwa 70 verschiedene Varianten (Allele) des auf Chromosom 22q13.1 liegenden CYP2D6-Gens (graphisch gekennzeichnet durch
Kursivdruck, Asterisk und eine Zahl). Es hat damit den größten genetischen Polymorphismus aller Mitglieder der Cytochrom-P450-Familie. In jedem menschlichen Individuum liegen zwei Exemplare davon vor. Nicht alle codieren für ein voll funktionsfähiges Enzym, sodass man je nach Enzymaktivität verschiedene Phänotypen unterscheidet:
- „langsamer Metabolisierer“ („poor“): 2 Allele, die beide für ein funktionsloses Enzym codieren (bei 5–10 % der weißen Bevölkerung überwiegend Europas, 1–4 % anderer Ethnien)
- „intermediärer Metabolisierer“ („intermediate“): 1 Allel codiert für ein funktionsfähiges Enzym, das andere für ein funktionsloses Enzym
- „schneller Metabolisierer“ („extensive“): beide Allele codieren für ein funktionsfähiges Enzym (der Normalfall)
- „ultraschneller Metabolisierer“ („ultrarapid“): in 15–30 % der Fälle liegt das Gen für CYP2D6 auf mindestens einem Allel in zwei- oder mehrfacher Kopie vor, die übrigen Fälle sind nicht genetisch geklärt[2]  (1–2 % der Bevölkerung in Schweden, 4 % in Deutschland, 7–10 % in Spanien, 20–29 % in Nordafrika)

Von der Gruppe der langsamen Metabolisierer, die im Brennpunkt der Pharmakotherapie steht, sind in der europiden Bevölkerung 93 % durch das Vorliegen eines der „defekten“ Allele CYP2D6*3, CYP2D6*4, CYP2D6*5 und CYP2D6*6 erklärbar, weshalb man sich in der genetischen Diagnostik meist auf diese vier beschränkt.

## Metabolisierungstest
Eine praktische Möglichkeit zur Unterscheidung der vier genannten Phänotypen bietet ein Test mit der Substanz Dextromethorphan (CYP2D6-Substrat). Nach oraler Einnahme einer Testdosis Dextromethorphan wird der Urin gesammelt und dort die Menge der unverändert ausgeschiedenen Testsubstanz (Dextromethorphan) und die Menge des Metaboliten (Dextrorphan), der nicht weiter abgebaut wird, bestimmt. Das Verhältnis beider ist ein Maß für die Metabolisierungskapazität.

## Funktion
CYP2D6 oxidiert bzw. hydroxyliert in der Leber bestimmte Substrate (Pharmaka) und aktiviert (Prodrug) oder deaktiviert diese dadurch.

## Substrate
Biochemisch ausschließlich/überwiegend oder in klinisch bedeutsamem Ausmaß durch CYP2D6 abgebaut werden:
- Antidepressiva
  - Amitriptylin[6] (bei Flockhart[4] zusätzlich als Substrat von CYP2C19, CYP2C9 sowie von CYP1A2 und CYP3A457[7] (Flockhart fasst die Enzyme CYP3A4, CYP3A5 und CYP3A7 zum Sammelnamen „CYP3A457“ zusammen) gelistet)
  - Clomipramin[6] (bei Flockhart[4] zusätzlich als CYP1A2- und CYP2C19-Substrat gelistet)
  - Desipramin[6] (bei Flockhart[4] zusätzlich als CYP1A2-Substrat gelistet)
  - Doxepin[6] (bei Flockhart[4] außerdem als CYP2C19-, CYP2C9- und CYP1A2-Substrat gelistet)
  - Duloxetin[6] (bei Flockhart[4] zusätzlich als CYP1A2-Substrat gelistet)
  - Fluoxetin[6] (bei Flockhart[4] zusätzlich als CYP2C9-Substrat gelistet)
  - Fluvoxamin[6] (bei Flockhart[4] zusätzlich als CYP1A2-Substrat gelistet)
  - Imipramin[6] (bei Flockhart[4] zusätzlich als CYP2C19-Substrat gelistet)
  - Mianserin[6]
  - Mirtazapin[6]
  - Norfluoxetin[6]
  - Nortriptylin[6]
  - Opipramol[6]
  - Paroxetin[6]
  - Sertralin[6]
  - Venlafaxin[6] (bei Flockhart[4] auch als CYP2C19-, CYP2C9- und CYP3A457-Substrat[7] gelistet)
  - Vortioxetin[6]

- Neuroleptika
  - Aripiprazol[6]
  - Chlorpromazin[6]
  - Chlorprothixen[6]
  - Clozapin[6] (bei Flockhart[4] jedoch als CYP1A2-Substrat gelistet)
  - Flupentixol[6]
  - Fluphenazin[6]
  - Haloperidol[6] (auch CYP1A2-Substrat[4] und CYP3A4/5-Substrat[6])
  - Levomepromazin[6]
  - Perphenazin[6]
  - Promethazin[6]
  - Risperidon[6]
  - Sertindol[6]
  - Thioridazin[6]
  - Zotepin[6]
  - Zuclopenthixol[6]

- Weitere Psychopharmaka
  - Atomoxetin[6]
  - Clonidin[6]
  - Dapoxetin[6]
  - Diphenhydramin[6]
  - Donepezil[6]
  - Flunarizin[6]
  - Hydroxyzin[6]
  - Perphenazin[6]

- Betablocker
  - Alprenolol[6]
  - Carvedilol[6][5] (auch CYP2C9-Substrat)[5]
  - Metoprolol[6][5]
  - Nebivolol[6]
  - Propranolol[6][5] (auch CYP1A2- und CYP2C19-Substrat)[5]
  - Penbutolol[6]
  - Pindolol[6]

- Antiarrhythmika[5]
  - Ajmalin[6][5]
  - Encainid[6]
  - Flecainid[6][5]
  - Lidocain[5] (auch CYP1A2- und CYP2B6-Substrat)[5]
  - Mexiletin[6][5](auch CYP1A2-Substrat)[5]
  - Prajmalin[6]
  - Propafenon[6][5] (auch CYP1A2- und CYP3A4-Substrat)[5]

- Antiemetika
  - Metoclopramid[8][6]
  - Tropisetron[6]
  - Ondansetron[6]
  - Dolasetron[9][10]
- Dextromethorphan (Antitussivum)[11][6]
- Opioide
  - Alfentanil[6]
  - Tramadol[6]
  - Codein (Prodrug, wird zu Morphin umgewandelt)[6]
  - Dihydrocodein[6]
- Tamoxifen (Prodrug, wird in Endoxifen umgewandelt)[12]

In der Flockhart-Tabelle sind insgesamt 67 Substrate verzeichnet, die ganz oder unter Beteiligung von CYP2D6 metabolisiert werden.

## Induktoren
Rifampicin und Dexamethason bewirken eine Enzyminduktion von CYP2D6 und damit einen beschleunigten Abbau (kürzere Bioverfügbarkeit) von allen CYP2D6-Substraten.

## Inhibitoren
Eine Substanz, die Substrat eines bestimmten Enzyms ist, kann gleichzeitig und unabhängig davon dieses (oder ein anderes) Enzym inhibieren (hemmen) (oder alternativ auch induzieren (anregen)).
Die Liste der Enzyminhibitoren ist für jedes Substrat unterschiedlich und relativ umfangreich.
Die wichtigsten CYP2D6-Inhibitoren sind:
- Bupropion
- Chinidin
- Duloxetin
- Fluoxetin, Norfluoxetin
- Levopromazin
- Melperon
- Metoclopramid
- Paroxetin
- Perphenazin
- Propranolol
- Cimetidin (inhibiert auch CYP1A2, CYP2C19)
- Amiodaron (inhibiert auch CYP2C9, CYP3A4)
- Moclobemid (inhibiert auch CYP2C19).

## Therapeutische Aspekte
Bei Menschen, die eine reduzierte CYP2D6-Aktivität haben, ist die Dosis-Wirkungs-Kurve verändert; sie benötigen eine niedrigere Dosis für eine beabsichtigte Wirkung. Umgekehrt treten unter Normaldosierung schneller Unerwünschte Arzneimittelwirkungen auf, da es zu einer Kumulation des Mittels kommt (Dies kann ein erster Hinweis auf eine Genanomalie sein.).
Besonders beachtet wird der CYP2D6-Polymorphismus in der Psychiatrie, da sehr viele Psychopharmaka über CYP2D6 verstoffwechselt werden. Hier zeigt sich eine Zunahme von psychopharmaka-typischen Nebenwirkungen bei verminderter „genetischer Metabolisierungskapazität“.
Werden zwei Substrate des CYP2D6-Enzyms als Medikamente eingenommen, kann es dann zu einer gefährlichen Konkurrenzsituation kommen. Durch gegenseitige Hemmung oder Induktion ist die Gesamtwirkung der Therapie schwer abzuschätzen. Bekannt ist etwa, dass einige Neuroleptika den enzymatischen Abbau von trizyklischen Antidepressiva stark behindern. Für beide Medikamente muss daher eine Dosisanpassung erfolgen; für 32 Antidepressiva gibt es hierfür Empfehlungen.
Auch in der Kardiologie kann es Probleme geben, da fast alle Betablocker und mehrere Antiarrhythmika ganz (Mexiletin, Flecainid) oder zumindest teilweise (Lidocain, Propafenon, Carvedilol) von CYP2D6 verstoffwechselt werden (die Antiarrhythmica-Klassen IA, III und IV sind nicht betroffen). Falls eine Betablockade erforderlich ist, bietet sich hierfür Bisoprolol an, das von CYP3A4 abgebaut wird und daher auch bei ultraschnellen Metabolisierern verwendet wird.
Bei Substanzen, die als Prodrug verabreicht werden, zeigt sich eine verspätete beziehungsweise abgeschwächte Wirkung des Medikaments, falls die Aktivität des Enzyms vermindert ist. Eine Therapie bei Poor Metabolizern ist daher nicht sinnvoll.

## Bedeutung als diagnostischer Marker
Das Vorhandensein von Antikörpern gegen CYP2D6 ist, nach Ausschluss einer viralen Hepatitis, das charakteristische Merkmal einer Autoimmunhepatitis vom Typ-2. Diese werden auch als LKM-1 bezeichnet.